# Tolbačik
Tolbačik (rus. Толба́чик) je vulkanski masiv na istoku Kamčatke, u jugozapadnom dijelu Ključevske grupe vulkana u Rusiji. 
Na udaljenosti od 50 km do 68 km od podnožju vulkana nalazi se pet naselja u kojima živi više od osam tisuća stanovnika. Glavni grad i najveći grad Kamčatke Petropavlovsk Kamčatski nalazi se 343 km od vulkana. Visok je 3682 metara sastoji se od sjedinjen baza dva stratovulkana. Njegova vulkanska povijest seže tisućama godina, ali najviše se ističe erupcija koja se dogodila 1975. godine poznatija kao "Velika erupcija Tolbačika". Erupciji je predhodio niz potresa, što je dovelo do uspješnog predviđanja erupcije od strane znanstvenika iz ruskog Instituta za vulkanologiju. 
Erupcija se dogodila i 27. studenog 2012., a trajala je još više od mjesec dana. Lava je tekla do 20 km od linije pukotina na južnom obronku vulkana.

## Vanjske poveznice
|  | Zajednički poslužitelj ima još gradiva o temi Tolbačik |

- Tolbačik  Arhivirana inačica izvorne stranice od 20. studenoga 2012. (Wayback Machine) na Global Volcanism Program (engl.)
- Institut za vulkanologiju  Arhivirana inačica izvorne stranice od 22. travnja 2018. (Wayback Machine) (rus.)